# Сормпось-Шумшеваші
Сормпо́сь-Шумшева́ші (рос. Сормпось-Шумшеваши, чув. Сурăмпуç Шĕмшеш) — присілок у складі Аліковського району Чувашії, Росія. Входить до складу Шумшеваського сільського поселення.
Населення — 95 осіб (2010; 130 у 2002).
Національний склад:
- чуваші — 98 %